# Christen Henriksen Pram
Christen Henriksen Pram (født 4. september 1756, død 28. november 1821) var en dansk/norsk digter, embedsmand, tidsskriftsredaktør og social-økonomisk forfatter.
Han blev født i Lesje Præstegjæld i Gudbrandsdalen i Norge, hvor hans fader, Henrik Frederik Pram, der var af dansk æt, den gang var personel kapellan; hans moder, Olava Maria (født de Stockfleth), en præstedatter fra Fåberg i Gudbrandsdalen, var af norsk slægt. 1765 blev faderen forflyttet til Slagslunde i Nordsjælland, og sønnen blev, efter i nogen tid at have fået undervisning i hjemmet, privat dimitteret til examen artium (1772). Han valgte jura som brødstudium, men det blev ikke til noget med eksamenslæsningen; der var så meget, som fængslede hans interesse og spredte hans kræfter. Han lagde sig efter de økonomisk-kameralistiske videnskaber, men syslede samtidig med græsk og de nyere sprog samt deres skønlitteratur. Disse studier afspejler det dobbeltsidige i Prams natur og virksomhed; hans liv blev delt mellem den røde ministeriumsbygning og parnas. Vi følger først hans løbebane som embedsmand.

## Embedsvirksomhed
Fra 1776-1779 var Pram huslærer hos etatsråd Vilhelm Bornemann, men så åbnede embedsbanen sig for ham. Hans fader stod i venskabsforhold til fremragende mænd som Peder Kofod Ancher, Bolle Willum Luxdorph og Peter Frederik Suhm, hvorved sønnen fik adgang til hovedstadens dannede kredse og bl.a. kom i forbindelse med grev Ernst Heinrich von Schimmelmann. Denne indflydelsesrige mand skaffede ham 1781 plads som fuldmægtig i Økonomi- og Kommercekollegiet, hvor han 1786 blev arkivar, 1797 kommitteret og 1812 deputeret. I 1816, da dette kollegium forenedes med det vestindisk-guineiske Rente- og Generaltoldkammer, fik han afsked i nåde og med ventepenge. I medfør af sin embedsstilling besøgte han i 1798 og 1799 Bornholm for at undersøge de derværende kullejer; i 1804-1806 gjorde han flere rejser til Norge og gav en indberetning på 10 bind (ikke udgivne) om landets forskellige næringskilder. Samtidig havde han, i kortere eller længere tidsrum, haft forskellige andre hverv; han havde været søpasskriver (1786-1808), sekretær ved Postkassepensionsdirektionen (1786-1809) og en af Landhusholdningsselskabets præsidenter (1803-1806). 1802 blev han udnævnt til virkelig justitsråd, 1810 til virkelig etatsraad.

## Social-økonomisk forfattervirksomhed
En del af Prams litterære virksomhed står i forbindelse med hans forskellige embedsstillinger, i det den nærmest behandler emner af socialøkonomisk art, f.eks. Om en Husmoders Pligter (1787), Forsøg om Dragten, især for Danmark og Norge (1791) og Forsøg om en Højskoles Anlæg i Norge (1795), alle 3 prisskrifter, for hvilke han vandt den udsatte pris. Desuden har han skrevet en række mindre skrifter og afhandlinger over emner af lignende art: Undersøgelse om den kjøbenhavnske Waisenhusstiftelse (1796), Om Forbrugningen af Tobak i Danmark, Om Uldproduktionen  med mere.

## Redaktør og bladudgiver
Som et mellemled mellem Prams videnskabelige og digteriske frembringelser står hans virksomhed som udgiver af periodiske skrifter. Han var redaktør eller medudgiver af Efterretninger om den inden- og udenlandske Handel, Skibsfart osv. (1782-87), af månedsskriftet Minerva (1785-1793) og af Borgervennen (1796-1804 og 1818-19). Til disse tidsskrifter leverede han en række Bidrag af socialøkonomisk, historisk, moralfilosofisk og æstetisk art, f.eks. Om Kilderne til Rigdom, Om Opdragelse,
Om Bogskriveri med mere.

## Tidsskriftet Minerva
Det vigtigste af de ovennævnte periodiske skrifter er Minerva, hvis udgivelse han, sammen med Knud Lyne Rahbek, begyndte i juli 1785. Rahbeks tanke var, at indholdet væsentlig skulle være skønlitterært, men Pram ville drage hele samfundslivet ind under tidsskriftets behandling, så det kom til at omfatte både skønlitteraturen, de religiøse bevægelser, den økonomiske udvikling, undervisningen, politikken m.m.
Pram fik sin plan sat igennem—heldigvis; thi han kom derved til at skabe et tidsskrift, der vel nok er enestående i dansk litteratur. I det har, skriver Rasmus Nyerup, "næsten alle Landets bogskrivende Mennesker taget Del, lige fra ham af, hvis Plads er ved Siden af Tronen, og indtil Bonden bag Ploven, og de have heri henlagt hver sit Kontingent til Massen af de Ideer, som i de sidste 16 Aar have sysselsat alle tænkende Hoveder i tvende Kongeriger".
Prams egne bidrag til Minerva er af meget forskellig art; foruden nogle digte har han skrevet artikler over emner fra socialøkonomien, historien, æstetikken, moralfilosofien m.m., f.eks.: Om Negerhandelen, Om Bygselvæsenet i Norge, Om Kongen af Preussen, Det filosofiske Seculum (det 18. århundrede), Om Selskabelighed m.m.
Vigtigere end disse bidrag er den månedlige historiske artikel, som ledsagede hvert hæfte, og som Pram stadig skrev, så længe han deltog i tidsskriftets redaktion (dog undtagen 1. kvartal af 1793). Det var gennem denne artikel, at de fleste dannede mennesker på den tid fulgte den store franske revolutions skæbnesvangre optrin; Pram søgte at gøre sin fremstilling så objektiv som muligt, men alligevel blev den noget farvet af hans egen fremskridtsvenlige anskuelse.

## Digter
Den videnskabelige forfatter var imidlertid ikke den hele Pram. Med sin klare, praktiske forstand forbandt han et ildfuldt, let bevægeligt følelsesliv. Hans ungdom faldt til dels sammen med det Ewald-Wesselske tidsrum og det opsving i dansk poesi, som det betegner. "Selskabet for de skjønne og nyttige Videnskaber" søgte med sine prisopgaver at lokke de unge talenter frem, og Pram fulgte dets kalden. Han havde i 1778 i litteraturtidsskriftet Alm. dansk Bibliothek offentliggjort nogle idyller og sange og fik så i 1779 sin heroide Philippa til Erik antaget af det nævnte selskab. I 1782 skrev han det digt, som har gjort ham mest bekendt, Emilies Kilde, et naturbeskrivende digt, der giver et rundskue fra det bekendte punkt ved Schimmelmanns Landsted Sølyst på Strandvejen. Det har samme præg som tidens øvrige naturbeskrivende digtning: den metodiske opregning af en række Enkeltheder, i hvilke som regel stemningen drukner.
I begyndelsen af 1780'erne var der over vort åndsliv noget vist frisk, forventningsfuldt. Bevægelsen for bondestandens frigørelse tog fart, og digterne gjorde sig til ordførere for den. I 1783 blev der rejst en mindesten for den ældre Bernstorff til tak for hans virksomhed for bondesagen, og Pram skrev i den anledning sit bekendte Digt: Omtrent en Mil fra Kjøbenhavn—paa høje Gjentofts Bakke.
Da kronprinsen i 1784 selv overtog regeringen, ventede man, der ville komme en ny tid, med frihed og fremskridt som sit Løsen. Pram blev greben af tidens stemning og udgav Stærkodder, et Digt i 15 Sange (januar 1785). Af oldtidens ånd er der intet i dette store epos; det historiske sagn er kun en allegorisk ramme omkring en række moralfilosofiske betragtninger. Indholdet er følgende: Stærkodder har myrdet en norsk konge; "Midlerne, hvorved han paa én Gang skal forsone Guderne og redde Ingilds forfaldne Rige, ere Opdagelsen af 3 Klenodier: Skirners Sværd, et Symbolum paa Krigsstyrken, Skibladner, der ligger nedsænket i et fejt og balstyrigt Folks ubrugte Havn, et Billed paa den da forsømte Sømagt og Handel, og Mimers Brønd eller Kundskab og Klogskab, af hvis Vand han skal bringe Kong Ingild en Flaske". Det er altså det "til Borgerheld sigtende", som Pram synger om i denne versificerede moralfilosofiske afhandling. Digtet er utrolig tungt at arbejde sig igennem; digterisk flugt er der så godt som intet af; men forfatteren har da også i indledningen anråbt "den simple Forstand" om at være hans inspirerende muse. Man havde i sin tid spurgt, om Pram ikke var den digter, der bedst kunde indtage den ved Ewalds død ledigblevne plads på Parnas. Stærkodder afgjorde det spørgsmål: Pram var ikke manden.

## Dramatiker
Det var ikke lykkedes for Pram at blive skaberen af et nationalt epos; i de følgende år vender han sig til dramaet. Men hans mislykkede historiske dramaer Lagertha (1789), Damon og Pythias (1790) og Frode og Fingal (1790) godtgjorde til fulde, at han ikke kunde fortsætte, hvad Ewald havde begyndt med Rolf Krage og Balders Død. Så forsøgte han sig i syngestykket og skuespillet, med emner fra hverdagslivet: Negeren (1791), Ægteskabsskolen (1795), Serenaden eller de sorte Næser (1795), Brønden (1800), Frokosten i Bellevue (1803) og andre.
Replikskiftet i disse stykker falder ofte ret naturligt, men for øvrigt hæver de sig ikke over det middelmådige; intet af dem har kunnet holde sig på teatret eller i læseverdenen. Det bedste af dem er Ægteskabsskolen, der opnåede 15 forestillinger (sidste gang 1822 ved en mindefest for forfatteren).
Rahbek udgav Prams Udvalgte digteriske Arbejder (bind I-VI, 1824-1829).

## Sidste tid
Pram har altså som digter intet frembragt, der har haft levedygtighed i sig, og heller ikke i litteraturhistorisk henseende betegner hans arbejder noget nyt. Ikke desto mindre nød han, vel nærmest på grund af sin travle, mangeartede forfattervirksomhed, et betydeligt ry som skribent, og da han i 1819 af økonomiske grunde søgte og fik embedet som toldforvalter på St. Thomas, indbød en kreds af bekendte mænd, Jens Baggesen, Rahbek, Bertel Thorvaldsen og flere, til en afskedsfest for ham (10. april 1820);
Adam Gottlob Oehlenschläger og B.S. Ingemann skrev sange i dagens anledning, og provst Frederik Carl Gutfeldt holdt festtalen.
Oehlenschläger spår i sit digt, at Hr. Christen snart "la’r sin Snække stande" tilbage til Danmark. Det skete dog ikke. Pram kunne ikke tåle det vestindiske klima; han døde året efter sin ankomst til St. Thomas 28. november 1821).
Pram havde et på én gang tungt og lidenskabeligt sind. Oehlenschläger fortæller, at han ingen ven havde, "som han ikke havde vist Døren eller truet med Prygl". Efter sin egen beretning var han fra barndommen til hen i sin modnere alder plaget af de græsseligste religiøse anfægtelser. "Tid, Beskæftigelse og Vellyst svækkede, sløvede hine Ængstelsers Brod." Hvad han læste, greb ham så dybt, at de fleste andre mennesker, f.eks. Rahbek, forekom ham kolde i sammenligning dermed. "Jeg er", skriver han et sted, "umaadeligen destitueret for alt det, der er vittigt, yndigt, behageligt, en tvær, treven, langsom Figur, hvis udvortes og indvortes ligner højt Mængden af de sjællandske Bønder, Fortrædelighed, underkuet, forkert; en slavisk Stræben efter at opnaa, hvad han en Gang foresætter sig, er hans eneste Fortjeneste." Og dette vanskelige sind havde så at kæmpe med økonomiske bekymringer og ægteskabelige sorger.

## Ægteskab
Mens Pram var huslærer hos Bornemann, blev han forelsket i husets lærerinde, Maria Magdalene Erichsen (født 30. juli 1754), en datter af stadsfysikus Johann Gottfried Erichsen i Bergen; i maj 1782 blev han i Slagslunde Kirke viet til sin 28-årige brud. Ægteskabet blev ulykkeligt; allerede et halvt år efter brylluppet klager Pram derover i et brev til Rahbek. Af og til forefaldt der voldsomme scener mellem ægtefællerne, der en tid endogså levede næsten afsondrede fra hinanden. Hans hustru søgte trøst derfor i Baggesens sværmeri for hende. Hun døde før Prams afrejse til St. Thomas, 30. september 1819.